# Anne Lamott
Anne Lamott (ur. 10 kwietnia 1954 w San Francisco) – amerykańska powieściopisarka.
Mieszka w San Francisco w Kalifornii. Jej powieści najczęściej dotykają tematów takich jak narkomania, alkoholizm, homoseksualizm. Jest autorką literatury faktu.

## Wybrane tytuły
- Niesforna dusza (wyd. polskie 2001, tłum. Tomasz Bieroń)
- Joe Jones (wyd. polskie 2005, tłum. Kaja Burakiewicz)